# Das Ministerium für die Zukunft
Das Ministerium für die Zukunft ist ein 2020 in englischer Sprache unter dem Titel The Ministry for the Future veröffentlichter Roman des US-amerikanischen Autors Kim Stanley Robinson (* 1952). Der Klimafiktions-Roman beschreibt das Wirken einer fiktiven UN-Behörde bei der Entwicklung und Unterstützung von Maßnahmen zur Bekämpfung des Klimawandels. Der Roman beinhaltet sowohl utopische, als auch dystopische Elemente und wird in der englischen Literaturwissenschaft unter anderem ins Genre der cli-fi (climate fiction) eingeordnet.

## Inhalt
Der Roman besteht aus Kapiteln, die in personaler Erzählsituation zwei Protagonisten folgen und Kapiteln, die Nebenhandlungen sowie andere Texte ergänzen. Primäre Hauptfigur ist Mary Murphy, die Ministerin des Ministeriums für die Zukunft. Die zweite Hauptfigur ist der Entwicklungshelfer Frank May, einziger Überlebender einer Hitzewelle in Indien.

### Frank May
Frank ist als Entwicklungshelfer im indischen Bundesstaat Uttar Pradesh stationiert. 2025 trifft eine Hitzewelle das Land und es kommt durch hohe Lufttemperatur und -feuchtigkeit zu einer so hohen Kühlgrenztemperatur, dass der menschliche Körper dies nicht mehr ausgleichen kann. Als es zu Stromausfällen und somit auch zum Ausfall von Klimaanlagen kommt, flüchten sich die Menschen in einen See. Auch diese Abkühlung ist jedoch nicht ausreichend und am Ende der Hitzewelle sind 20 Millionen Menschen gestorben. Frank überlebt als Einziger.
Dieses Erlebnis traumatisiert Frank so sehr, dass jegliche höhere Temperaturen Flashbacks auslösen und er sich in psychologische Behandlung begeben muss. Er erkennt, dass die Menschheit mehr Anstrengungen unternehmen muss, um die Klimakatastrophe abzuwenden und ihr eigenes Überleben zu sichern und wird zum Klimaaktivisten. Anfangs hilft er Klimaflüchtlingen, ergreift später jedoch auch radikalere Maßnahmen. Er tötet einen Menschen, wird daraufhin polizeilich gesucht und taucht unter. Aus dem Untergrund heraus verfolgt er Mary, zwingt sie dazu, ihn in ihr Appartement einzulassen und versucht, sie anschließend in einem Gespräch von wesentlich radikaleren Maßnahmen zur Bekämpfung des Klimawandels zu überzeugen. Im späteren Verlauf des Buchs wird Frank festgenommen. Im Gefängnis besucht ihn überraschend Mary und als Frank wieder Freigang erhält, unternehmen Frank und Mary sogar eine gemeinsame Wanderung in den Alpen. Nach seiner Haftentlassung erkrankt Frank unheilbar an Krebs und stirbt schließlich.

### Mary Murphy
Die Irin Mary Murphy ist als Ministerin im Ministerium für die Zukunft tätig. Dieses ist in Zürich angesiedelt und wurde nach der Hitzewelle in Indien von der UN gegründet. Ihre Arbeit ist die Koordinierung und Entwicklung von Ansätzen zur Überwindung der Klimakrise. Das Ministerium setzt dabei unter anderem auf die Entwicklung eines „Carboncoins“, einer Kryptowährung, welche Akteuren ausgezahlt wird, die auf CO2-Ausstoß verzichten oder CO2 aus der Luft herausfiltern. Außerdem unterstützt das Ministerium Geoengineering. Nach der Geiselnahme durch Frank übernimmt sie dessen Ansicht, auch radikalere Maßnahmen seien für den Klimaschutz notwendig. Sie beauftragt deshalb einen ihrer Mitarbeiter mit der Gründung einer Geheimabteilung des Ministeriums. Diese soll im Geheimen radikale Maßnahmen ergreifen, die notwendig seien, ohne dass Mary als Ministerin davon erfährt.
Im Verlauf der Handlung werden anschließend verschiedene ökoterroristische Taten begangen, wobei es ungeklärt bleibt, ob das Ministerium für die Zukunft, indische Ökoterroristen der „Children of Kali“ oder andere Akteure dafür verantwortlich sind. Beispielsweise werden Flugzeuge durch Drohnenangriffe zum Absturz gebracht, mit Schweröl betriebene Schiffe versenkt und Unternehmensführer der fossilen Energieindustrie exekutiert.
Weitere Maßnahmen umfassen die Stärkung von Genossenschaften in Mitarbeiterbesitz und partizipative Demokratie nach dem Kerala-Modell, die durch öffentliche Institutionen durchgeführte Entwicklung interoperabler Social-Media-Standards für eine nutzereigene Datenökonomie, integrative Landwirtschaft, sowie Kampagnen im Sinne der 2000-Watt-Gesellschaft.
Die Kombination aus finanzpolitischen Maßnahmen, technischen Mitteln wie Geoengineering und gewaltsamem Druck führt schließlich dazu, dass die CO2-Konzentration während der Jahrzehnte umspannenden Handlung des Buchs merklich abnimmt.

### Nebenfiguren und sonstige Texte
Neben den Kapiteln der zwei Protagonisten gibt es andere Kapitel in dem Roman, die allesamt Klimafragen aus unterschiedlichen Perspektiven heraus erfahrbar machen:
- Verschiedene Ich-Erzähler wie in Wissenschaft und Landwirtschaft tätige Menschen sowie Geflüchtete bezeugen, wie der Klimawandel ihr Leben bestimmt oder verändert.
- Einige Kapitel sind als Ratespiele und aus der Sicht von beispielsweise Molekülen geschrieben.
- Manche Kapitel sind im Stil von Protokollen von im Ministerium für die Zukunft tätigen Menschen geschrieben.
- Einige wie Enzyklopädieeinträge verfasste Kapitel erklären für das Verständnis des Klimawandels wichtige Aspekte.

## Rezeption
Maximilan Probst beschreibt den Roman in Die Zeit als „brandaktuelle politische Intervention“. Der Roman sei „Literatur und Wissenschaft, Unterhaltung und Politik“. Probst zitiert eine Klimatologin und eine Meteorologin, welche die im Roman beschriebenen Extremwetterereignisse und das Geoengineering für möglich bzw. machbar, jedoch gefährlich halten. Kritiker merken die vorgebliche Fixierung Robinsons auf staatliche und globale Institutionen und die unverhältnismäßig geringe Rolle von Graswurzelbewegungen und lokalen Initiativen an.
Darüber hinaus wurden das Werk und die erwogenen Lösungsansätze und Transformationsstrategien vielfach wissenschaftlich besprochen und dabei hinsichtlich Biopolitik, Wissenschaftskommunikation sowie energietechnisch, ökonomisch, soziologisch und literaturwissenschaftlich eingeordnet. Die im Roman durch Robinson beschriebene, zunächst als unumstößlich erscheinende „Tragödie des Zeithorizonts“ (tragedy of the time horizon) hinsichtlich der Dringlichkeit der Klimakrise wird dabei mit der Tragödie der Allmende (tragedy of the commons) kontextualisiert.
Das Buch taucht in der Handlung von Theresa Hannigs Roman Parts per Million auf. Nach Aussage Hannigs habe Das Ministerium für die Zukunft ihre Überlegungen zum Schreiben des Romans angestoßen.

## Ausgaben
Kim Stanley Robinson: The Ministry for the Future, Orbit 2020, ISBN 9780316300131 (englisch).
- deutsch: Das Ministerium für die Zukunft, Heyne, München 2021, übersetzt von Paul Bär, ISBN 978-3-453-32170-0.

### Rezensionen
- Francis Fukuyama: We're Cooked. In: American Purpose, 2. August 2021.
- Alexander Mäder: Ein Zukunftsroman, der Hoffnung macht. In: RiffReporter, 11. Oktober 2021.
- Steven Poole: The Ministry for the Future by Kim Stanley Robinson review – how to solve the climate crisis. In: The Guardian, 20. November 2020.
- Maximilian Probst: Die Zukunft ist schon da. In: ZEIT Online, 20. Oktober 2021 / Die Zeit, Nr. 43/2021, 21. Oktober 2021, S. 29–30.

### Interviews
- Pascal Blum: Wie die Welt gerettet werden könnte. In: Tages-Anzeiger, 27. Februar 2021.
- Thekla Dannenberg: „Es wird Leid geben und Gewalt“. In: taz, 28. November 2021.